# Bruno Zanin
Pour les articles homonymes, voir Zanin.
Bruno Zanin, né à Vigonovo (Province de Venise) le 9 avril 1951 et mort le 7 juillet 2024 à Domodossola (Piémont), est un acteur et écrivain italien, actif au cinéma, au théâtre et à la télévision.

## Filmographie partielle

### Au cinéma
- 1973 : Amarcord de Federico Fellini : Titta
- 1974 : Preuves d'amour (La prova d'amore) de Tiziano Longo : Gianni
- 1974 : Un homme, une ville (Un uomo, una città) de Romolo Guerrieri : le jeune amant de Maria
- 1974 : La police a les mains liées (La polizia ha le mani legate) de Luciano Ercoli : Franco Ludovisi
- 1975 : La Première Fois sur l'herbe (La prima volta, sull'erba) de Gianluigi Calderone
- 1976 : L'Agnese va a morire de Giuliano Montaldo : le fils de Cencio
- 1976 : La padrona è servita : Daniele Cardona, le fils
- 1978 : La borgata dei sogni
- 1981 : Peccati di giovani mogli
- 1982 : Le Bon Soldat (Il buon soldato) de Franco Brusati : Marco
- 1983 : Occhei, occhei
- 1985 : Inganni
- 1986 : L'Affaire Aldo Moro (Il caso Moro) de Giuseppe Ferrara : 2e brigadier
- 2000 : La donna del delitto : Bruno D'Amato
- 2016 : In Search of Fellini de Taron Lexton : Beppe Petruzzi

### À la télévision
- 1982 : Marco Polo : Giulio (3 épisodes)